# Pulau Paliat
Pulau Paliat är en ö i Indonesien.   Den ligger i provinsen Jawa Timur, i den västra delen av landet, 1 000 km öster om huvudstaden Jakarta. Arean är 47 kvadratkilometer.
Terrängen på Pulau Paliat är platt. Öns högsta punkt är 119 meter över havet. Den sträcker sig 8,4 kilometer i nord-sydlig riktning, och 13,3 kilometer i öst-västlig riktning.